# Kopčići
Kopčići su bili hercegovački muslimanski begovski rod s područja Rame, sada u sastavu općine Prozor-Rama u sjevernoj Hercegovini. Posjedi su im se protezali na područja današnjih općina Prozora-Rame i Tomislavgrada.

## Povijesni pregled
Begovi Kopčići već su u prvoj polivici 16. stoljeća imali ugledno mjesto među turskom vlastelom u Bosni i Hercegovini. Jedna talijanska kronika iz tog vremena spominje jednog Džafera-bega Kopčića, koji je umro 1541. Uz iduću godinu spominje Murat-bega Kopčića, da je išao kao poslanik (jamačno bosanskog valije Mehmed-bega Mihalzada) u Mletke. Više narodnih pjesama spominje ovu dvojicu Kopčića. Murad-beg je 1538., nakon uzeća Vrane iz mletačkih ruku, bosanskom valiji Husein-begu pomogao organizirati osmansku vlast po Dalmaciji. Nikola Lašvanin 1690. sppminje Arslan-bega Kopčića.
Ramski fratri bili su optuživani da su glavni krivci za pobune raje. Nametnute su im visoke glope, te su bili izloženi osmanskoj samovolji. Stojan Janković je, sljedivši njihov zavjet da ih oslobodi, 1687. provalio u Duvno i uspio osloboditi ramske fratre, s većim brojem njihovih župljana. Osni su sa sobom ponijeli i sliku Gospe Sinjske, te se 1692. nastanili u Sinj. U toj provali, Kopčići su pretrjpeli velike štete. Izgubili su više od četiri stotine kmetskih kuća. Jedna pjesma spominje da je Janković Stojan zarobio dvoje djece Džafera-bega. Nakon toga, Rama je potpala pod jurisdikciju kreševskog samostana.
Makarski biskup Nikola Biankovich, u društvu svog tajnika Federica Marolija i drugih, posjetio je Duvno i druge obližnje krajeve u BiH 1710., kako bi održao krizmu i misu. Kopčići su im pružili zaštitu da bez smetnji izvrše svoju misiju. Maroli navodi četvoricu braće Kopčića kao "apsolutne gospodare pokrajine Duvna", kao ljude "velika ugleda i glasa". Naveo je da su "prijazni i ljubažljivi prema kršćanskom svijetu i vrlo pobožni i odani svećenicima i redovnicima prave vjere [katoličanstva] koje prizivaju u svim svojim potrebama". Jedan od braće bio je Ibrahim-beg Kopčić.

## Predaja o begu Kopčiću
Prema pisanjima Mehmeda-bega Kapetanovića, koji je zabilježio predaju o Kopčićima, izvjesni alajbeg Kopčić, rodom iz Rame, uhvatio je u jednoj bitci poljskog princa u 15. stoljeću u vrijeme kada je izvjesni sultan ratovao s Poljacima. Prema predaji, kada je Kopčić izveo zarobljenika pred sultana, sultan ga je htio nagraditi čime god želi, a Kopčić je rekao da mu da "onoliko zemlje koliko mogne za jedan dan na svom konju Mlikoti objahati." To mo je sultan odobrio, pa je po povratku počeo objahavti planine, brda i polja kuda je htio, dok su vladini povjerenici za njim postavljali granice. Sličnu predaju spominje i prozorski kadija Sadik efendija Ugljen, no on konja naziva Šćitonjom, a ne Mlikotom. Alija Ćatić u Glasniku bosanskog muzeja iz 1906., priču prenosi od Kopčićevih potomaka. Radnju datira u vrijeme osmanskih napada na Ugarsku (1525. – 1542.). Navodi da ga potomci spominju kao vojskovođu koji se istakao u borbama. Poljski princ, koji je navodno bio zarobljen, spominje se kao pripadnik plemićke obitelji Rákóczi, porijeklom iz Erdelja. Sultan iz predaje je, prema pisanju Ćatića Sulejman Veličanstveni.
Ćatić navodi da je prema predaji, beg Kopčić stigao umornim konjem u selo Rumboci u Gornjoj Rami. Tu je za savjet upitao neku "stogodišnju babu" za lijek konju da se okrijepi. Baba ga je savjetovala da konja napoji i nahrani žitom, nedugo nakon čega je konj preminuo. Shvativši da ne može dalje na konju, Kopčić je, kako bi zaokružio što više zemlje, bacio kamen. Gdje je pao kamen, prema predaji je zakopao i konja i naredio da se i on tamo zakopa. Međutim, prema drugom predavanju, baba ga je savjetovala da konja napoji vodom, a on umoran da se napije kiselog mlijeka, nakon čega su obojica umrla. Kapetanović navodi, da je Kopčić nakon smrti sahranjen u svom selu Rami pokraj istoimene vode, gdje su mu potomci podigli turbe. Malo niže turbeta, prema Kapetanovićevim navodima, pokopan je njegov konj Mlikota, gdje je također postavljen četverokutni kamen kao spomenik.

### Kriticizam
Ante Šimčik ukazao je na neodrživost tvrdnji Kapetanovića, pa tako i Hörmanna, koji korijene Kopčića datiraju u 15. stoljeće, jer je Sultan Sulejman vladao u 16. stoljeću, a tada su se odvijali i napadi na Ugarsku. Ukazuje i na neodrživot Ćatićevih tvrdnji, jer su četiri obielji plemenitih Rákóczija, koji su bili osmanski vazali, vladali Sedmogradskom kao vojvode u 17. i početkom 18. stoljeća. Pjesma Džanan buljukbaša i Rakocija doista spominje kako su Bosanci, na polju Orlovu u okršaju osmanske vojske koju je vodio sultan Sulejman i kršćanske vojske pod zapovjedništvom kralja Rakocija, uhvatili sedam kraljeva, a jednog od njih i "Kopčić iz Duvna". Spominjanje Rakocija kraljem stvar je pjesničke slobode. Nadalje, u drugoj Hörmannovoj knjizi, čin hvatanja Rákóczija pripisan je Aliji Bojičiću iz 17. stoljeća.
Slične predaje postoje i drugdje u Bosni i Hercegovini. Tako je i Ćatićevu predaju o dobivanju posjeda, uredništvo Glasnika bosanskog muzeja sagledalo je kritički te ju povezalo s ranijim sličnim legendama. Jedna od njih vezana je za rod Dobrotića, kod Milaševca. Tu predaju prenio je Ivan Franjo Jukić, i to nazivajući rod Dobretićima, koji su dobili ime po pretku Dobreji. Jednu od njegovih kćeri su prema predaji zarobili Turci i dali je sultanu na poklon. Sultan joj se bio smilovao te ju pitao želi li da joj ocu da carsku milost, te da prijeđe na islam i da mu vezirluk ili, ako ne prijeđe na islam, da uzme zemlje koliko konjem može obaći. Dobreja je napravio potonje. Šimčik ostavlja mogućnost da je predaja vezana za Dobrotiće nastala u 18. stoljeću kad je Marko Dobrotić, član roda, postao biskup.
Slična predaja vezana je i za poznatog Evrenos-bega, nastala u drugoj polovici 14. ili početkom 15. stoljeća. Radilo se o vojskovođi koji je već pod Muradom I. bio jedan od najbogatijih osmanskih feudalaca koji je imao ogromne posjede. Tako je nastala predaja da mu je sultan dao svu zemlju koju je mogao objahati za jedan dan.
Podloga za nastanak ovakvih predaja u Bosni i Hercegovini ostaje nepoznata. Ranije su komisije u nekim krajevima na konjima određivale granice između pojedinih sela ili imanja. Međutim, u bivšim jugoslavenskim zemljama nema traga takvom običaju.
Šimčik uočava sličnost pokapanja konja s drugim predajama. Tako je Vuk Karadžić zabilježio pjesmu o Kraljeviću Marku, koja govori o tome kako je on, vidjevši da će uskoro umrijeti, svom konju Šarcu odsijekao glavu i potom ga ukopao "bolje nego brata Andriju". Slična je predaja vezana za španjolskog velikana Rodriga Díaza de Vivara iz 11. stoljeća. Predaja govori da je pored njega, u samostanu San Pedro de Cardeña, pokopan i njegov konj Babieca.
Što se tiče samog imena Kopčićevog konja Mlikota, Šimčik to ime dovodi u vezu s imenovim mljekota, u značenju "govče koje sisa", prema Rječniku Jugoslavenske akademije (VI, 850 b).
Šimčik ističe da su ovu predaju jamačno prenijeli Kopčićevi potomci na svog pretka ili neki pjevač vezan uz njihovu obitelj.

## Porijeklo
Dalje je Kapetanović napisao da su Kopčići bili "među prvim bosanskim plemićima", temeljeći zaključak na Fojničkom grbovniku - knjizi sa slikama grbova bosanskog plemstva nastaloj sredine 17. stoljeća, koja se čuva u kreševskom samostanu, a koji sadržava i grb Kopčića. Grbovnik je Kapetanović datirao u 15. stoljeće. Sve što je o Kopčićima napisao Kapetanović, prenio je Kosta Hörmann u prvi svezak svojih Narodnih pjesama, te se i on pozvao na Fojnički grbovnik, pogrešno ga datiravši u 14. stoljeće. Vjerojatno je Fojnički grbovnik - pogrešno držeći da on potječe iz vremena dok je Bosna još bila kraljevina - kao izvor koristio i Andrija Kačić Miošić, kada je pisao da su Kopčići i prije osmanskog osvojenja bili "gospoda slovinska". Ćatić, međutim, spominje bega Kopčića kao doseljenika u Bosanski pašaluk i to u vrijeme turskih napada na Ugarsku (1525. – 1542.). S druge strane, i u grbovniku Korjenić-Neorić, kojega se datira s 1595. godinom spominje se plemićka obitelj Kopčić i prikazuje njen grb; a sačuvani su pisani tragovi i grobovi plemenitaške obitelji toga imena koja se nakon pada Bosne bila nastanila u Orebiću.

## Baština
Kapetanović navodi da je u prozorskom kraju živjelo 30 kuća potomaka Kopčića. Slično spominje i Alija Ćatić, učitelj, u Glasniku bosanskog muzeja 1906., navodeći da u Kopčićima ima "do trideset kuća samih muslimana, koji vuku lozu od bega Kopčića". Među njima nabrojao je i tri ogranka, Muradbegoviće, Beganoviće i Kadriće, za koje navodi da imaju "dobar imutak u polju duvanjskom". Šimčik navodi mogućnost da ogranak Muradbegovića potječe od Murad-bega Kopčića iz prve polovice 16. stoljeća. Ostale loze Kopčića su Hadžibegovići i Trehići. Potonji su dobili ime po izvjesnom Kopčiću nadimka treho "jer je bio nervozan". Nešto ranija bilješka Sadika efendije Ugljena, prozorskog šerijatskog kadije, navodi 460 duša u selu Kopčići, od čega 120 katolika, dok su ostali potomci rodočelnika Kopčića.